# GIJS Groningen
Le Groningen Grizzlies, anciennement appelé le GIJS Bears Groningen est un club de hockey sur glace de Groningue aux Pays-Bas. Il évolue en Eredivisie, l'élite néerlandaise.

## Historique
Le club est créé en 2003. Depuis 2007, il évolue en Eredivisie.

## Palmarès
- Vainqueur de la Division 2: 2006, 2007.